# Egon David
Egon David (* 3. Juni 1939) ist ein ehemaliger deutscher Fußballspieler, der 1969/70 für die BSG Stahl Eisenhüttenstadt in der DDR-Oberliga, der höchsten Spielklasse im DDR-Fußball, aktiv war.

## Sportliche Laufbahn
Aus dem Nachwuchs der Betriebssportgemeinschaft (BSG) Stahl Stalinstadt kommend, stieg Egon David 1959 mit der 1. Mannschaft aus der II. DDR-Liga in die zweitklassige DDR-Liga auf. In der DDR-Liga war David zunächst als Stürmer bis 1964 Stammspieler der BSG Stahl, die bereits Ende 1961 den geänderten Stadtnamen Eisenhüttenstadt angenommen hatte. Von den 95 in den Spielzeiten 1961/62 bis 1963/64 ausgetragenen Ligaspielen bestritt David 87 Begegnungen und erzielte jedes Mal Tore, insgesamt 15. Nachdem er 1964/65 nur elf der 30 Ligaspiele bestritten und nur ein Tor erzielt hatte, kehrte er anschließend wieder als Stammspieler zurück und fehlte bei weiteren vier Spielzeiten mit zusammen 120 Spielen nur bei 25 Partien. Wieder gehörte er stets zu den Torschützen und kam auf 29 Treffer.
1968/69 trug er mit 23 Ligaeinsätzen und sechs Toren zum Aufstieg der Eisenhüttenstädter in die Oberliga bei. In der Oberligasaison 1969/70 wurde David zunächst in den ersten drei Spielen eingesetzt, blieb aber ohne Torerfolg. Danach setzte ihn Trainer Manfred Fuchs sporadischen nur noch in fünf weiteren Oberligaspielen ein, in denen David ebenfalls torlos blieb. Stattdessen musste er die meiste Zeit mit der 2. Mannschaft in der DDR-Liga spielen, wo er bei 15 Einsätzen fünf Tore erzielte. Am Saisonende stand die Oberligamannschaft von Stahl Eisenhüttenstadt als Absteiger fest. Statt in der DDR-Liga musste die bisherige Oberligamannschaft anschließend in der drittklassigen Bezirksliga Frankfurt (Oder) antreten, da der BSG schwerwiegende Verstöße gegen die Verbandsstatuten vorgeworfen wurden.
Die BSG Stahl wurde 1971 mit David Bezirksmeister und qualifizierte sich damit wieder für die DDR-Liga. Diese spielte inzwischen mit fünf Staffeln, in denen jeweils 22 Spiele zu absolvieren waren. Obwohl bereits 32 Jahre alt, gehörte David wieder zum Kader, kam aber in der Spielzeit 1971/72 nur noch in zehn DDR-Ligaspielen zum Einsatz. Eisenhüttenstadt qualifizierte sich für die Oberliga-Aufstiegsrunde, in der David noch zwei der acht Aufstiegsspiele bestritt. Als Dritter unter fünf Bewerbern verpasste Stahl den Aufstieg, und nach der Saison schied David aus dem Kader der 1. Mannschaft aus. Er spielte danach noch mit der 2. Mannschaft in der Bezirksliga. Innerhalb von neun Spielzeiten war Egon David auf acht Oberligaspiele (ohne Tor) und 221 DDR-Liga-Spiele (50 Tore) gekommen.